# Província de Iwashiro
Iwashiro (岩代国, Iwashiro no kuni) foi uma antiga província do Japão estabelecida na Era Meiji. Atualmente é a metade ocidental da prefeitura de Fukushima, localizada ao sul da região de Tōhoku.

Mapa das antigas províncias do Japão com Iwashiro em destaque

A província ocupava a metade ocidental de Fukushima; a metade oriental era a província de Iwaki. Mais precisamente, os distritos de Date e Adachi ao norte pertenciam a Iwashiro e os distritos de Higashishirakawa e Nishishirakawa ao sul pertenciam a Iwaki.  O Rio Abukuma era a fronteira entre as duas províncias.

## Cronologia
Em 7 de dezembro de 1868, a província foi formada a partir da Província de Mutsu. Em 1872 , a população era de 427933.

## Distritos
- Aizu (会津郡)
- Adachi (安達郡)
- Asaka (安積郡)
- Iwase (岩瀬郡)
- Ōnuma (大沼郡)
- Kawanuma (河沼郡)
- Shinobu (信夫郡)
- Date (伊達郡)
- Yama (耶麻郡)